# 小林ハル
小林 ハル（こばやし ハル、1900年（明治33年）1月24日 - 2005年（平成17年）4月25日）は、日本の瞽女。生後3か月で失明し、5歳の時に瞽女修行を開始。数多くの苦難を経て晩年に「最後の長岡瞽女」、「最後の瞽女」として脚光を浴びた。8歳で初めて巡業に出て以降、1973年（昭和48年）に廃業するまでの間、西頸城郡を除く新潟県全域と山形県の米沢・小国地方、福島県南会津地方を巡った。1978年（昭和53年）「瞽女唄」が「記録作成等の措置を講ずべき無形文化財」として選択され、その保持者として認定される。1979年（昭和54年）、黄綬褒章を授与される。選択無形文化財の保持者に認定されたことをもって人間国宝と呼ばれることもある。

## 生涯

### 誕生
小林ハルは1900年（明治33年）1月24日、新潟県南蒲原郡井栗村三貫地（現在の三条市三貫地新田）に4人兄弟の末子として生まれた。ハルの生家は庄屋の格式を有し小作人をもつ農家で、使用人もおり暮らし向きはよかった。生後3か月の時に白内障を患い、両目の視力を失う。医者には「治る見込みはない」と告げられた。1902年（明治35年）、父親が死去。母親も喘息の持病を抱えており、ハルは同居する大叔父（祖父の弟）に養育された。
家族は盲目の子が生まれたことで村人から偏見の眼差しを向けられることを恐れ、「人に見られてはいけない」とハルを常に屋敷の奥にある寝間に置いた。家族はハルに「呼ばれなかったら声を出すのではないぞ」と言い聞かせた。食事はすべて寝間で食べさせられ、「手洗いが近くなるから」という理由で水分をとることも制限された。ハルは家族から「お前は人の世話になっているのだから、満足なご飯なんて食べさせていられない。だが、そのために病になってしまったら、近所の手前が悪い」と言われたという。
盲目であることが分かってから、家族はハルを名前で呼ばなくなった。そのため、ハルは自身の名をあまり好きにはなれなかった。大叔母（大叔父の妻）はハルを「盲っ子」「トチ」（盲人を指す「トチ盲」の省略語）と呼んだ。16歳年上の兄はハルによく暴力をふるったが、家族は「お前はこの家で一生、兄さの世話にならなければならないのだ」、「お前がいるせいで、兄は年頃なのに、嫁のなり手がなかなか見つからない。兄さに辛くあたられたって、仕方のないことだ」と兄が咎められることはなかった。ハルは「お前には誕生日はないんだ」と言われ、兄弟と違って誕生日を祝われることもなかった。ハルは晩年、老人ホームに入所するまで、自身の名前からおそらく春生まれだろうは感じていたものの、正確な誕生日を知らずにいた。
占い師にみせたところ「この子は長生きする」と言われ、家族はハルの将来の生計を案じるようになる。当時、視覚障害者が生計を立てるための手段は鍼、按摩、琴、三味線などごく限られていた。大叔父はハルを隣村の鍼医に弟子入りさせようとしたが、挨拶に出向いた際に酒に酔った鍼医が「しっかり勉強しないと、鍼を突き刺すぞ」と大声で脅したのをハルが怖がったため、話は立ち消えとなった。家族は鍼医が駄目なのであれば瞽女にしようと考えるようになった。村を訪れる瞽女の中にはハルを弟子にしたいと申し出る者もおり、三条を拠点に活動する樋口フジへの弟子入りが決まった。
樋口フジから「最初の稽古が始まるまでに、何でも一人で、できるようにしておくように」と言われた母親は、ハルに礼儀作法や編み物、縫い物などを教えた。母親は「優しくしていたら、ロクなものにはならねェ」、「おらはいつまでも生きられねェ。なんでも覚えねば、あの時覚えておけばいかったといっても、二度と教えられねェ。だから今覚えねばだめだ」と言い、ハルに厳しく接した。縫い物の練習で針に糸が通せないと食事を与えられず、通せると食べたい物を食べることができた。母親はさらに巡業に出る日に備え、着物の着方や風呂敷を使った荷造りの仕方、荷物の持ち運び方などを教えた。
下重暁子は、母親には「病弱の自分がいつまで面倒を見られるか分からない。なんとか一人前になってもらいたい。目のみえる女と同じように、いやそれ以上に自分で自分のことができる女に育てねば」という思いがあったのだと推測する。ハルは躾の厳しい母親を憎み、実の母親ではなく継母だと思うこともあったが、巡業をするようになってからは母親のお蔭で瞽女を続けられるのだと感謝するようになった。後に弟子をとるようになると、「本当の親だからこそ、愛情があるからこそ、母は厳しくしつけたのだ」と納得するようになり、弟子を指導する際に母親のことを思い出して涙ぐむこともあったという。母親は1910年（明治43年）11月、喘息を悪化させ病死した。母親はハルを枕元に呼び、じっと見た後、息を引き取ったという。大叔母は目の見えないハルが代わりに死ねばよかったとハルを責めた。

### 5歳で樋口フジに弟子入り、瞽女となる
1905年（明治38年）3月、樋口フジに正式に弟子入り。21年間の年季修行をする約束が交わされ、ハルの親族はその間の経費や稽古料を先払いした。さらに21年の年季が明けるより前にハルの不都合が原因で弟子を辞めた場合には「縁切り金」と呼ばれる違約金を支払うことも取り決められた。ハルには「スミ」という瞽女名が与えられた。契約から稽古が始まる間、勤めとして正月・三月節句・盆の期間に、それぞれ50銭相当の反物一反を師匠に持参したという。
修行は実家で稽古を受け、巡業の時だけ家を離れるという形態で行われた。稽古が始まったのは1907年（明治40年）夏のことで、最初の課題は『岡崎女郎衆はいい女』を三味線を弾きながら唄うことであった。当時ハルは4、5歳児に見えぬほど小柄で大人用の三味線は扱えず、子供用の三味線を膝の上に置いた枕に乗せてようやく弾くことができた。稽古を始めて間もなく弦を抑える左手の指（人差し指、中指、薬指）の皮が破れ、出血した。痛みに耐えかねたハルは母親に泣きついたが、母親は「指が痛くて三味線を習うのができぬようでは、唄だってうたうことはできない。そんな指の痛さを我慢できないような奴は、川に投げてくる」と言って家の近くを流れる信濃川へ連れて行こうとしたり、食事を与えなかったりした。ハルは「痛くても、痛くないふり」をして稽古を続けた。
「寒声」を出す訓練もこの時期から始めた。寒声とは、冬の寒い時期に発声練習をすることで得られる瞽女独自の発声法のことで、出血するほど喉を痛め、声が出ない状態で発声練習を続けると、「ほんとうの声」、「長い語りに耐える変わらぬ声」を身に付けることができるとされる。冬になると毎日早朝と夜に信濃川の土手へ出て訓練をした。「厚着をしたり足袋を履いたりすれば、身体は温かくても声は出やせん」という理由で、薄着の上、素足に草鞋履きという格好をさせられた。足には指が腫れ上がるほどのしもやけができたが、一生懸命に唄うと体が温まり、風邪をひくことはなかったという。ハルはこの寒稽古を、母親と死別した年を除き、14年間にわたり毎年1か月間行った。ハルは寒稽古について「本当にいやだった」と振り返っている。ハルの唄はやがて、村の鎮守神に奉納するまでに上達した。
1908年（明治41年）春、ハルは初めて自らの意思で外出することを許可された。巡業に備え、外を歩くことに慣れさせておくようにという樋口フジの指示によるものであった。それまで「友達と遊ぶことなど知らなかったし、わかんなかった」、「遊びたい盛りだといわれても、私は遊んだことがないし、第一、遊ぶということはどういうことか、それすら知らなかった」ハルであったが、外出が許されたことで、同じ村の子供とも遊ぶようになった。その中で、ハルは自分が盲目であることを認識していくことになる。花を摘んで遊んだ時、他の子供が赤い花を選んで摘んでいたのに、色の識別ができないハルだけが他の色の花を混ぜて摘んだ。「ハルは目がみえないから色がわからない」という主旨のことを言われたが意味が理解できず、家に帰って母親に尋ねたところ、母親は声を出して泣き出した。母親はハルに色の概念を教え、盲目のハルには農作業ができず嫁にも行けないこと、三味線を覚え瞽女として生きて行く必要があると諭した。その声は震えていたが、当時のハルには母親が何を悲しんでいるのか理解できなかった。
新潟県では当時すでに盲教育が行われるようになっていたが、学齢期を迎えたハルが通学することはなかった。母親はハルを「お前は目が見えないから学校には行かれないのだ。学校で勉強するかわりにお前は、三味線や唄の稽古をすれば、学校に行った人と同じように生きていけるはずだ」と諭した。1908年（明治41年）11月、ハルは師匠の樋口フジと姉弟子2人とともに初めて巡業に出た。大叔父は「縁切り金をとられるようなことがあったら、お前は家の恥さらしだ。帰ってきても家には入れないからそう思え」と告げてハルを送り出した。出発前夜、母親はハルに次のように言い聞かせたという。
ハルは実際に、フジからの様々な仕打ちに耐えなければならなかった。小柄なハルがフジの分を合わせて2人分の荷物を担ぐ姿に人が同情すると、「重そうに担ぐからだ。おらのせいだと思わせたいのか」と怒られ、ハルの唄が褒められると「そんなに褒められたいのなら、あの家の子になれ」と嫌味を言われた。食事の際、フジや姉弟子がおかずを食べても、ハルだけはご飯とみそ汁と漬物しか食べることが許されなかった。実家が宿泊代を出して旅行へ行った際も、フジはハルにはおかずを食べさせず、部屋へ持ち帰って自分の夜食にしてしまった。谷にかかった一本橋を渡る際には「落ちて死んでもいいぞ、死ねば、家の者が喜んで迎えに来るだろう」と言い放ち、ハルが祝儀を多く貰うと、褒めるどころか「これはどこからか盗んできたろう」、「お前みたいに唄の下手なものが、こんなに稼げるわけはない」などと難癖をつけ、杖で打ち据えた。八十里越と呼ばれる難所を越えて会津へ向かった際には、自分や姉弟子の荷物は人に運ばせてハルだけに荷物を運ばせ、「おまえはろくに唄もうたえないし、目だって見えない。そういう者は馬のかわりだ」と罵った。
フジのハルへの接し方について川野楠己は、瞽女の世界には組織の秩序を維持するための厳しい戒律と上下関係があるとしながらも、「平常心の持主なのかという疑いや怒りすら感じる」、「何かにつけて、家に追い返して、『この子は、瞽女として務まらないから』と『縁切り金』を出させる口実を探すのである」と評している。同様に下重暁子は、フジには「非をみつけ、実家から縁切り金をむしりとろうという魂胆があった」と、放送作家の本間章子は、「軟弱なハルの容貌では、すぐに音をあげる」と読んだフジは「『縁切り金』を当てにしていた」のであって、フジにとってハルは「金もうけの道具」に過ぎなかったと指摘する。ハル自身もフジについて、「無理な課題をいいつけては、いやだといえば家へ帰して金をとることばっかり考えている親方だった」と語っている。ハルが「おこり」と呼ばれる熱病にかかり、巡業についていくのもままならなくなったことがあった。姉弟子の一人はフジに「これでは商売にならない。家の人に迎えにきてもらったらどうだろうね」と進言したが、フジは「歩けるだけ歩かせて、勤まらないで迎えにきてもらうのはいいが、具合の悪いのを帰しても理由にならない。そうせば縁切り金だってとれない」と言って拒んだ。
ハルはフジについて、「間違ったことをしたらちゃんと教えてくれればいいものを、すぐ棒をもってはたかれたり、こわい音を出してどなられた」、「意地の悪いことされて、じゃまにされて、良い思いなんてひとつもない」と回顧している。次のような出来事もあった。1911年（明治44年）夏に会津地方を従業中、ハルは宿泊先の農家でフジが教えていない唄を唄った。フジはそれが気に入らず、翌日別の村へ向かう途中でハルを山中に置き去りにした。山中で一夜を明かす羽目になったハルは一睡もできず大叔父から教わった真言を唱え続けた。翌朝、山へ入ってきた村人に発見されたハルは置き去りにされた理由が分からないままフジのもとへ連れて行かれた。村人とフジとの会話から理由を悟ったハルは土下座して謝りフジに教わっていない唄は二度と唄わないと誓いようやく許された。ハルはこの仕打ちを「私がいい気になってうたったからいけなかったのだろう」とする一方、「まだ旅の仕事をするようになって2年ぐらいしか経っていない10か11の小娘だもの、ものの道理がわかるはずがないのに、何の理由も告げずに山の中に置き去りにするのは、あまりにもひどすぎるお仕置だ」と振り、「自分が弟子を持つようになったときには、弟子には優しくしてやろう」と思うようになったと語っている。またこの一件以来、ハルは山の中に入るとまた置き去りにされるのではないかと怯えるようになった。
12歳の時に初潮を迎えると、生理痛に悩まされるようになった。ハルは元々頭痛もちであったが、生理痛が重なると症状が一層ひどくなった。また、この頃から夜這いの警戒をしなければならなくなった。ハルは膝を縛って寝たり、編み物をして眠らないようにするといった自衛策をとった。瞽女の世界には、万が一夜這いをされて子供ができるとコミュニティから追放される掟があった。入広瀬村では宿に忍び込んできた男に「用を足さないならおまえを殺す」と脅され、「それなら、殺してみろ!」とすごみ返して追い払ったことがある。男は腹いせに三味線を傷つけていった。年頃になると、ハルのもとには縁談が持ち込まれるようになったが、応じることはなかった。大きな理由のひとつは後述する局部の怪我だが、巡業中に夜這いの危険に晒されていた経験から男性に対し不信感を抱いていたことも影響していた。ただし後に弟子をとるようになると、弟子には結婚を勧めた。ハルは身持ちが固かったが、ハツジサワの弟子となって（後述）からつわりに似た症状に見舞われ、妊娠を疑われたことがある。産婦人科で妊娠していないという診断を得ても「医者が嘘を言っているのでは」と疑われ、「この人はそんなことをする人ではない。この人をいじめるとバチがあたる」という妙見菩薩のお告げを得てようやく信用された。

### 樋口フジとの師弟関係を解消、ハツジサワの弟子となる
12歳の時、ハルは大叔父から大人用の三味線を買い与えられ、13歳のときには二丁三味線で演奏することが許された。これはハルが一人前の瞽女として認められたことを意味した。しかしフジからの評価は芳しくなかった。フジはハルをしばしば「ぼっこれ薬缶」と呼び、「お前みたいな唄の下手なのはいらない」と罵った。実家のことを持ち出され、「おまえんとこは鉄砲打って鳥とるから、たたりで声が出ないんだろう」と当てつけられることもあった。フジはハルの下に2人弟子をとると、「唄が下手だから、お前はいらない」という理由でハルを巡業から外すようになった。フジはハルの低く男性的なところのある声が気に入らないようであったが、ハルにも「親方と同じになんか唄わんねェ」という思いがあった。巡業から外され、やむなく家に戻ったハルは大叔父に連れられて巫女に占ってもらった。結果は「そこでは因縁がないし、そこに置いても苦労するばっかりだから引きとった方がいい」というものであった。同じ頃、たまたま姉弟子の一人が瞽女から足を洗うことを決めており、ハルの将来を案じた姉弟子の計らいでフジのほうから暇を出す形で、縁切り金を払うことなく師弟関係を解消することができた。1915年（大正4年）のことである。この時、ハルの脛にはフジに杖で打ち据えられてできた傷が残っており、調べてみると骨に無数のヒビが入っていた。
実家に戻ったハルに声をかける瞽女もいた。長岡市の瞽女組織の系統に属するハツジサワもその一人で、「唄をうたわなくとも、他のことに使ってもいいから、しばらく貸してみてくれ」と熱心に口説かれたのをきっかけに、1915年（大正4年）、年季21年の条件でサワに弟子入りした。これは長岡の瞽女組織を取り仕切る山本ゴイから直接の許可を得た上でのことであった。その際に山本ゴイに唄を披露したハルは腕前を褒められ、一人前の瞽女だけが着ることが許される赤い半衿のついた襦袢を与えられている。ハルには新たに「チヨノ」という瞽女名がつけられた
。樋口フジは、ハルがサワの弟子になったことを知ると、「家にいるからという約束で帰したんだ。他に出るなら縁切り金をもらいたい」と言い出し、交渉の末、12歳の春に買った紙張りの三味線1丁を張り替えた上でフジに渡すことで話がついた。サワは絶対的な存在として振る舞ったフジと違ってハルを尊重し、陰湿な仕打ちをすることもなかった。ハルによると、サワのもとで自由に飲食ができるようになってから、それまでが嘘のように声が出て上手く唄えるようになったという。
18歳の時、サヨという年上の晴眼者の瞽女と巡業をすることになった。サヨは「気が強く、すぐ乱暴をふるう」と仲間内でも評判のよくない人物であった。このサヨから、ハルは後の人生を左右するほどの怪我を負わされてしまう。ある村でハルが小さな堀の中に落ち、それを見た村人がサヨにもっと気を付けてやるよう注意した。腹を立てたサヨは人のいないところでハルを突き飛ばして倒し、杖でハルの局部を執拗に突いたのである。傷はなかなか癒えず、歩いたり唄ったりすると痛みに苛まれたが、ハルは「ころんで、木の根に引っかかった」と言って事の真相を誰にも話さなかった。警察沙汰になりサヨがいなくなれば巡業ができなくなると考え、「もともとは、おらが堀に落ちたのが悪いんだ」と耐え忍ぶことを選んだのである。医者に「転んで出来る傷じゃない。大事なところをひどいけがをして、いったい何をした」と言われ、サワに「ほんとうのことを言ったらええ」と勧められても真相を話すことはなかった。医者には「手術を受けなければ一生子供が産めないことになる」と告げられたが、幼い頃から「人並みに所帯を持てるなんて思うな」と言われ続けてきたハルは手術にかかる費用が100円と高額だったこともあり、「自分は子供を作るようなこともない」として手術を受けなかった。ハルは「女性としての機能を失った」と認識し、その後の人生において縁談がきても応じることはなかった。晩年、ハルは本間章子に対し次のように語っている。
サヨはハルが真相を語らないのをいいことに「なあに、こんげな目の見えない者だもの、転んだんで起こしたらそんなになっていたった」などと周囲に話していたが、ハルに傷を負わせた数年後に病死した。その時ハルは「人に悪いことをすると、自分に返ってくるものだ」と思ったという。

### ハツジサワと死別。坂井ツルの弟子となる
1921年（大正10年）、ハツジサワが病死。ハルにはサワの死が母親が死んだ時よりも辛く感じられ、食事も喉を通らなくなるほど落ち込んだ。長岡の瞽女組織では師匠が死ぬと姉弟子の弟子になる慣習があったがサワには他に弟子がおらず、サワの師匠は高齢であったため、話し合いの末長岡の組織を出ることにした。ハルは妹弟子を自分の弟子にし、自らはかねてから面識のあった坂井ツルの弟子となった。前述のようにハルは修業時代、「自分が弟子を持つようになったときには、弟子には優しくしてやろう」と思うようになったと語っており、かつて樋口フジに面と向かって「おらが親方になったら、弟子には好きなものを食べさせるし、風呂もいつでも入らせる」と言って激怒させ、折檻を受けたことがあった。ハルはこの時の言葉通りに弟子に優しく接した。ツルへの弟子入りを機にハルは実家を離れ、ツルと一緒に小須戸町に家を借り、共同生活を送るようになった。ツルはハルに、三味線をそれまでの紙張りから皮張りに、撥を木製から鼈甲製のものに替えるよう勧めた。これはツルがハルを一人前の瞽女として認めたことを意味していた。やがてツルが巡業へ出なくなると、ハルが巡業を率いるようになった。
ハルは20代半ばにヨシミという名の2歳の女児を引き取り、坂井ツルと共に育てたことがある。ヨシミは生後3か月ほどで実母を亡くし、養女として引き取られた先に子供ができ、「いらない子」とされた子供であった。ハルは将来ヨシミを養女にするつもりで可愛がり、巡業にも連れて行ったが、4歳の時に肺炎で亡くした。この時のハルの悲しみは深く、唄う気力さえなくすほどで、巡業先で子供の声がするだけでヨシミのことを思い出して涙にくれたという。後にハルは桐生清次に対し、次のように語っている。
その後も子供を引き取って欲しいという話が出ることがあったが、ハルは「私は本当に運がないからまた死なせると悪い」と思い、応じなかった。

### 坂井ツルの弟子をやめる
ツルが巡業に出なくなってからも、ハルは稼ぎの一部をツルのもとに届けた。しかしある時ツルから、同居する嫁が若い瞽女が泊まるのを嫌がるという理由で、弟子たちを連れずに一人で届けに来るよう告げられた。盲目のハルが一人で外出することは困難であったため、ハルはツルの側から取りに来て欲しいと言ったが聞き入れられず、「泣く泣く師匠を投げた」。この時ハルは新たに3人の弟子をとっており、「『子供を連れてくるな』といわれては仕方ない」と判断したのである。ただしツルと絶縁したわけではなく、ツルが病気になった際には見舞金を届けるなどしている。ハルは小須戸の家を引き払い、しばらく実家へ身を寄せた後、1933年（昭和8年）に長岡市内に家を借りた。家の持ち主は長谷川スギという瞽女で、ハルは仕事の上でもスギと組むようになった。スギはハルの2人目の師匠であるハツジサワと仲が良く、サワはスギに自分の死後ハルを弟子にしてもいいと言い遺していた。長岡に移った時、ハルには4人の弟子がいたが、しばらくすると様々な理由で全員いなくなり、スギとその手引きの山田シズ子と3人で、またはシズ子と2人で巡業をするようになった。

### 搾取
前述の4人の元弟子の1人、土田ミスは1935年（昭和10年）に魚沼市の按摩師の男と結婚するという理由で弟子をやめたが、後にハルに対し自分を養女にして男と3人で暮らすことを提案した。ハルは提案を受け入れ、家を建てる費用を出した。ところが按摩師にはすでに妻がおり、妻が新居に乗り込んできた。按摩師は家を妻に明け渡し、3人は関川村高瀬温泉に移った。ここでも、瞽女仲間が自由に立ち入って構わないという条件と引き換えにハルは男に金を手渡した。この男はミスのヒモのような存在で、高瀬温泉でハルは男に扱き使われ、金を巻き上げられた。1938年（昭和13年）には新年2日目に大雪で薪が湿ったからと1人で湿っていない薪を取りに行かされ、見つからないと食事も与えられずに家を追い出された。また、瞽女の仕事がないときには温泉街に按摩の仕事をしに行かされ、稼ぎを持って帰らないと家に入れてもらえなかった。その上、それまでの稼ぎはすべて男に巻き上げられてしまった。ハルは「死んだ方がいい」と何度も思ったという。男は、目の見えないハルに雪下ろしを手伝うよう命じたことさえあった。下重暁子はハルの行動について「私には腑に落ちない。みすみす苦労をすることが分かりながら、なぜハルさんは高瀬に行くのか。……養母という形をとったからといって、ミスの家に厄介にならねばならぬとは限らない。あまりに律儀すぎる。ひどい師匠でも我慢したのと同じく、弟子のためなら犠牲になる」と疑問を発し、自ら「目のみえないものは、人の世話にならないと生きてはゆけない」という「母の教えと、運命を甘受する態度が、これでもかこれでもかと苦難を強いる。土田ミスが心配だったこともあろう」と答えている。
ハルは稼ぎを男に渡し定期的に高瀬温泉を訪れるという条件でようやく長岡に戻ることができた。1939年（昭和14年）のことである。長岡では元いた家ではなく天理教の教会に身を寄せた。ハル自身は天理教の信者ではなかったが、「私も頼るところはないし、天理教の信者になってここに死に水を取ってもらうつもりでいた」という。教会には聾者の瞽女と脳膜炎の後遺症を抱える瞽女がおり、ハルは2人の面倒を見ながら巡業を行った。この時期、ハルは収入を得るために大通りにござを敷いて唄ったり、祭りに出て唄うなど、「瞽女の道から外れたこと」をする必要に迫られた。ハルは当時を「食うて着て寝れば、それでいいからって気持ちでねェ」と語っている。しかしながらそうして稼いだ金は按摩の男に巻き上げられた。
1945年（昭和20年）8月1日、長岡市がアメリカ軍の空襲を受け、瞽女組織の中核施設であった大工町の瞽女屋が焼失。組織の機能は麻痺し、以後長岡では廃業を余儀なくされる瞽女が相次ぐことになる。この時、ハルは栃尾市を巡業中であったため難を逃れた。8月15日に玉音放送が流れると敵軍に殺されるのではないかという観測が広まり、ハルは人々に「この世の名残に」と頼まれ『小栗判官照手姫』の語りや串本節、鴨緑江節を披露した。この時のことをハルは「仕事だから涙かくして唄ったども、何ともいえない気持ちだったネ」と振り返っている。9月半ば、長岡市を訪れると天理教の教会は焼け残っており、ハルはそこへ身を寄せた。

### 実家との決別
終戦後2、3年間は食料の確保に奔走した。巡業の際も食料を持参しなければ宿を確保するのは難しく、巡業の目的自体も食料の輸送が主であった。この時期にハルは実家との決別を決意している。そもそもの発端は巡業先で皮膚病を移されたことであった。天理教の教会では、皮膚病のせいで共同風呂で肩身の狭い思いをしていたハルのために、物資が窮乏していたにもかかわらず風呂を沸かすなど献身的な世話をしたが、ハルはそれを申し訳ないと感じ実家に身を寄せることにした。ハルはこういう時のために実家の名義で田畑を購入しており、冷たい仕打ちはされないだろうと踏んだのである
。ところが実家は皮膚病にかかったハルを嫌がり、茶碗や布団を使わせるのも渋るなど、冷遇した。この対応に心を痛めたハルは、「二度とこの家には帰らない」と決意した。それは実家への思いを断ち切ることを意味した。かつてハルの手引きを務めたことのある山田シズ子によると、この出来事を境にハルの顔に「かげりがみえ始めた」という。1982年（昭和57年）3月、特別養護盲老人ホーム「胎内やすらぎの家」に入所していたハルは30数年ぶりに生まれ故郷を訪れ、「気がかりだった」という母親の墓参りをし、手向けに祭文松坂を披露した（ハルはこの墓参りを、胎内やすらぎの家入所後もっとも嬉しかった出来事に挙げている）が、かつてのいきさつを知らない親族が実家へ泊まっていくよう促してもそれに応じず、その日のうちに胎内やすらぎの家へ引き揚げてしまった。その後、老人ホームへ面会に訪れた親族が「いつでも帰ってきてくれ」と言っても、「もと出された家だすけ行かない」と拒んだ。死後、実家の墓に遺骨を納めさせないという決意もし、胎内やすらぎの家の敷地内に墓地が完成するとそこに納めることにした。ちなみに皮膚病は実家を出た後は「他に行くあてがない」ということで土田ミスのいる高瀬温泉へ、次いで湯沢温泉へ移動して湯治をした結果、2か月ほどで完治している。

### 廃業
按摩師の男の呪縛からは、終戦後もなかなか逃れることができなかった。はじめは高瀬温泉に呼び戻そうとする男を拒んでいたのだが、男が瞽女の修業をさせて欲しいと長岡に連れてきたキミという名の少女に懐かれてしまう。少女は晴眼者であった。男に虐待され酷使されてばかりの上、どこかへ売り飛ばそうと画策されていたキミに同情したハルは、男に頼んでキミを弟子にした。しかしそれは、ハルが過酷な条件で男に搾取されることと引き換えであった。三味線の皮が破れても直すことができないほど困窮し、それでも逃げ出そうとしないハルには按摩師の妾だという噂さえ立った。山田シズ子はこの時のハルに、「ほんになんでも、人が西むけと言えば西、東むけと言えば東……」と歯がゆさを感じたという。ハル自身は「前の世で私が悪いことをしてきたからこういう目にあうんだし、目の見えないのが一番悪いんだと諦めていた」、「キミを置いて出ようと思ったが、キミは私に出ないでくれといって泣くし、それが気の毒で私はキミを置いて出られなかった」、「私さえ苦しんでいればキミも働いていられると思って勤めてきた」と、この時期を振り返っている。
7年間搾取された末、男が病に倒れたのを機に、按摩師の親類の瞽女とキミの3人で高瀬温泉を離れた。ハルは加治川村にある知人（佐藤ヨシ）宅に身を寄せた後、1960年（昭和35年）に笹神村の出湯温泉に移った。同年、ハルはキミを養女にしている。按摩師の男とは佐藤ヨシの家に滞在中、正式に縁を切ることに成功した。
出湯温泉に移った頃、テレビの普及により瞽女の稼ぎ口は減っていた。やがて按摩師の親類の瞽女が死去すると主に按摩をして暮らすようになったが、ハルの経歴を知った旅館から唄を披露してくれと頼まれることもあった。ハルは次第に異性関係が奔放になっていくキミを立ち直らせようと婿をとることにしたが、結婚後も男性関係は乱れたままであった。キミと婿の間には3人の子が生まれた。婿は真面目な人物であったが、ハルの稼ぎを当てにする面があり、その上ハルにかかる経費ばかり削ろうとした。生まれた子供たちには知的障害がみられたが、婿に「そんな子供が生まれるのは、瞽女がいるからだ」と吹き込む者もいた。それを真に受けた婿はハルに辛くあたるようになり、ついにはキミまで同調するようになった。ハルが「みんなが自分を邪魔にしているのではないか、いままでのように稼ぐだけ稼がされているのではないか」と疑念を抱く中、決定的な出来事に見舞われる。キミの子、つまりハルから見れば年齢的には孫の3人とともに食事中、孫の一人が「父ちゃん自分の茶碗に肉入れておばあちゃんはつゆばっかり」と発言した。疑念は現実となって現れたのである。孫はさらに、「目がみえなくて火もいじれない人は、働けるだけ働かして、養老院に入れればいい……って父ちゃんたちが言ってたよ」とハルに告げ口し。ハルはこうした出来事について、キミは結婚して変わってしまったと語っている。ハルは「（キミに）婿と別れるようにと言えなくはないが、2人の間には3人の子がいる。孫たちに父親がいなくなることは可哀そうである」と考え、自分が家を出ることを決意した。知人や地域の民生委員の勧めもあって、新発田市の養護老人ホーム「あやめ寮」に入所することにした。老人ホーム入所後、キミたちは何度かハルのもとを訪れているが、いずれも金品の無心のためであった。
1973年（昭和48年）5月28日、あやめ寮入所の前日、巡業に出る時と同じ衣装を身に付け、知人宅を訪れると、ハルは「これからは、お国の世話で老人ホームで生活をすることとなりました。だから三味線を弾いて、人さまからお金をいただくようなことをいたしません」と言い、その知人に三味線を預けた。ハルはこの日を限りに瞽女の芸と決別するつもりであった。その後、毎日参拝していた寺（華報寺）を訪れると、テレビ局の取材班がハルを待ち受けていた。ハルは「ハルさんの最後の瞽女唄を多くの人々が聞きたがっているだろう。あなたが今ここで演奏すれば、またとないお別れの瞽女唄になるだろうし、それがテレビを通して多くの人々に紹介されれば、それを見た人たちは明日のハルさんの旅立ちを祝ってくれるだろう」という知人の勧めに従い、再び三味線を手にし、寺の本堂正面の階段に腰掛け、『葛の葉子別れ』を披露した。ハルを知る者によると、この時ハルからはそれまで時折見せていた暗い表情が消え、「ほっとしたようで、今までになく安らかな表情」をしていたという。ハルには内心、最後にもう一度唄っておきたいという気持ちがあったのである。この日のハルの廃業をもって、長岡の系統に属する瞽女の活動は完全に途絶えたとされる。

### 老人ホーム入所後、活動を再開
あやめ寮入所と同時に芸を捨てたつもりのハルであったが、養女夫婦のもとで身の振り方に悩んでいた頃に温泉旅館で國學院大學の民俗学者に唄を披露したことがきっかけとなり、専門家や文化人を中心に世間の注目を集めていった。やがて新発田市教育委員会がハルの瞽女唄の保存を企画したことをきっかけに、ハルは一度は捨てたはずの芸を再び披露することになる。
1977年（昭和52年）7月、あやめ寮を退所し新潟県北蒲原郡黒川村（現在の胎内市）の特別養護盲老人ホーム「胎内やすらぎの家」に入所。ここでハルは山田シズ子や、土田ミスをはじめとするかつての弟子たちと再会を果たした。元弟子の中には再びハルに弟子入りし、唄の指導を受ける者もいた。1980年代には、生存する新潟の瞽女のほぼ全員が胎内やすらぎの家で暮らすようになっており、その中には高田市の瞽女組織に属した杉本シズ、難波コトミも含まれていた。それまで長岡と高田の組織に属する瞽女が交流を持ったことはなく、ハルと杉本らが出会い同じ施設で暮らすようになったことは「歴史的な光景」であった。あやめ寮では晴眼者からいじめを受けることもあったが、胎内やすらぎの家ではそのような目に遭うことはなかった。ハルは入所後の暮らしを、「子供のときから難儀なことでも、我慢して耐えてきたから、今こうして面倒を見てもらえるのだって、喜んでいますがね。昔は着るものも着ないで、食べるものも食べないで務めてきたのだから、神さまや仏さまがちゃーんと見ていてくださった。一生の極楽にいるようなものだね。みなさんに、こんなによくしてもらって、ありがたいものだと感謝していますがね」と語っている。
前述の新発田市教育委員会が企画したハルの瞽女唄の保存事業は、1973年（昭和48年）から1975年（昭和50年）にかけて行われた。この時録音された唄は120分テープ40本分に及び、その一部が1977年（昭和52年）2月にNHK-FM放送の番組『朗読』で放送された。さらにこの放送を聴いた声優の山内雅人の誘いを受け、同年11月に東京で開催された「瞽女文学の夕べ」でハルは『明石御前』を披露した。この頃からハルは数多くの取材を受けることになる。「瞽女文学の夕べ」はハルに新たな弟子ももたらした。公演を鑑賞した放送作家の若林一郎から弟子入りを志望する3人の女性を紹介されたのである。最終的には3人のうち竹下玲子だけが残った。その後、1993年（平成5年）には萱森直子が弟子入り。萱森がハルの最後の弟子である。竹下と萱森は後進の指導にも当たっており、ハルの瞽女唄はその死後も後の世代へと継承されている。
1978年（昭和53年）3月25日、記録作成等の措置を講ずべき無形文化財「瞽女唄」の保持者に認定される。この時ハルは「おらは声が出ねえで、唄も下手。生き残っているからもらっただけ。文化財づらあろば」とコメントしている。同じく3月25日とその前日の24日には、東京の国立劇場で催された「祝福芸の系譜 - 萬歳と春駒」に出演、瞽女萬歳『正月祝い口説』を披露した。下重暁子によるとこの時期のハルは、「かつて瞽女さ、ゴゼンボといって宿もなかった日々があり、辛い目にあわされたのに、無形文化財となってからは、急に『ハルさん、ハルさん』と寄ってくる人々への怒り」を抱えていたという。
1979年（昭和54年）4月29日、黄綬褒章授与。この時ハルは次のようにコメントしている。
ハルの知名度が高まり三条市出身者であることが知られていくにつれ、同市の市民からハルの唄が聴きたいという要望が多く寄せられるようになった。市からの公演の要請にハルは応じた。胎内やすらぎの家の関係者からは95歳と高齢のハルの健康に与える悪影響を懸念する意見も出たが、最終的には看護師を同行させ、日帰りするという条件でハルを送り出すことにした。1995年（平成7年）10月15日、三条市中央公民館で行われた公演には定員の600人を上回る観衆が集まり、補助席を出しても収容しきれず、急遽ロビーに大型モニターが設置された。演目は祭文松坂坂『阿波徳島十郎兵衛』、『巡礼おつる』、瞽女萬歳『柱立て』、『佐渡おけさ』。ハルはこの2年前に左手首を骨折した影響で三味線を弾くことに不安があり、演奏は弟子の竹下玲子が行ったこの公演について、ハルは「そりゃあ、嬉しかったねぇ、お殿様みたいに大勢に付き添ってもろてのお国入りだもん」「私なんかの唄を大勢の衆が聞きにきてくんなさって、嬉しかったね。だって、三条であんなしてうたわしてもらうのは、初めてのことだすけね」と感想を述べている。公演終了後、ハルは13年ぶりに市内にある母の墓を参った。
1996年（平成8年）、元NHKディレクター川野楠己の依頼により、ハルは瞽女唄の録音に協力している。これは「最高の機械できれいに録音したものをCDにしたい」という川野の願いによるものだった。この時、ハルは手首の状態を気にしながらも自ら三味線を演奏した。川野は録音した唄を自費制作によりCD化（『最後の瞽女 小林ハル 96歳の絶唱』）し、販売した。
1999年（平成11年）10月31日、2か月半前倒しする形で、『瞽女文化を顕彰する会』主催のハルの100歳を祝う会が新潟市内で開催された。ハルは黒紋付に身を包み、弟子の萱森直子の三味線に乗せて『出雲節・ミカン口説』を披露した。この日が、ハルが施設の外で最後に演奏した日となった。その1か月前の敬老の日、9月13日には当時の内閣総理大臣小渕恵三、新潟県知事、黒川村長らから記念品が贈呈されている。ハルは贈呈の様子を取材に訪れたマスコミの求めに応じ、「『瞽女松坂』のおめでたい唄」を披露した。

### 最晩年
2000年（平成12年）1月24日、100歳になった当日には黒川村長とともに三条市から市長、同市議会議長、親族らが胎内やすらぎの家を祝福に訪れ、市がハルを特別表彰したことが伝えられた。ハルは「三条からこうして、来てもらえるなんて思ったことがなかった」と涙声で語った後、『こんぴらさま』を三味線なしで唄った。この時期のハルは聴力が大幅に低下し、高性能の補聴器を装着しなければ会話をすることが困難になっており、三条市からは長寿を祝う記念品として補聴器がプレゼントされている。また、移動には車椅子を必要とするようになっていた。3か月後の4月1日、ハルは常時介護が必要という理由で胎内やすらぎの家に隣接する特別養護老人ホーム「第二胎内やすらぎの家」に移った。ただ、自力歩行は困難になったものの、食事はひとりでとることができた。
2001年（平成13年）9月6日、ハルは三条市の名誉市民に選ばれた。三条市長が胎内やすらぎの家を訪れて「名誉市民の証」を手渡すと、ハルは涙を見せて喜んだ。同年12月にはこれを記念して胎内やすらぎの家で「瞽女唄をきく会」が催され、弟子の萱森直子の三味線に乗せて『瞽女松坂』を披露した。2002年（平成14年）4月からは個室での暮らしを開始。ハルは「こんな部屋に一人で寝かしてもらって、嬉しいね。極楽だね」と感想を語った。同年、第36回吉川英治文化賞を受賞。高齢のハルには胎内やすらぎの家のある黒川村から東京へ移動することは困難と判断され、授賞式には施設関係者が出席した。
2003年（平成15年）9月、例年夏バテを起こす傾向にあったハルは体調を崩し、県立病院に入院。間もなく自力での咀嚼・嚥下が困難と判断され、チューブを通して直接胃に栄養分が投与されるようになった。翌2004年（平成16年）秋にも体調を崩し入院。重体説も流れたが、半月ほどで退院した。2005年（平成17年）1月24日、ハルの105歳の誕生会が胎内やすらぎの家でとり行われた際には車椅子に乗って会場に姿を現し、花束を受け取った。同年4月25日未明、老衰のため死去。105歳没。前日まで体調に大きな変化は見られなかったが、午前1時頃、呼吸が浅くなっていることに気付いた施設職員が看護師とともに様子を見守っていたところ、1時間ほどで呼吸が停止した。「本当に苦しむこともなく、ねむるよう」な最期であったという。
4月28日、葬儀告別式が新潟県岩船郡荒川町（現・村上市）で執り行われた。遺影にはCD『最後の瞽女 小林ハル 96歳の絶唱』録音のために三味線を抱え唄う姿を撮影した写真が使われた。遺骨は生前の願い通り、胎内やすらぎの家の敷地内に設けられた墓に納められた。
戒名は「無量院春芳慈聲大姉」。「春芳」はハルの俗名から、「春の芳せ、百花咲き乱れる中、ひときわ美しい香りを四方に放って歩かれ、瞽女唄でやさしい心を送りとどけている姿」を、「慈」はハルの唄に宿る「苦しいことを人一倍知っているが故」の慈悲の心を、「聲」は山野に響き渡るハルの唄声を表している。
川野楠己は、100歳を越えた最晩年のハルを次のように描写している。

## 唄
ハルの手引きを務め、晩年身の回りの世話をした山田シズ子によると、ハルは瞽女の中でも滅多にいない、低く太い、響き渡るような声を持っていた。画家の木下晋は、初めてハルの唄を聴いたとき、唄声そのものはさほど大きくなかったにもかかわらず、側の障子がビリビリと震えたことに驚いたと述べている。下重暁子は「整ってはいず、破れているのだが、それが迫力となって体全体から伝わってくる」、「どこにも曲がらずビブラートもなく、真正面から」、「一直線に鼓膜を突き破ってくる」ハルの唄声は瞽女の中でも全く異質な、独特のものではないかと感想を述べている。川野楠己は、1995年（平成7年）10月に三条市で行われた公演でハルの唄を聴き、「マイクを使っているわけでもない。にもかかわらず、その声はリズムを伴って心地よく聴衆の耳を打つ。その声は見事に透き通って聞こえた。美声ではない。しかし言葉の一つ一つがはっきり理解できる長年鍛え続けた者だけが出せる見事な節回しの声」と評し、民俗学者の佐久間惇一は、ハルの声を「一度つぶしてから出す腸から出る声」と評し、同じ瞽女でも比較的順境に育った者の声とは全く違うとしてい。晩年の弟子である竹下玲子は、初めてハルの唄声を聴いたとき、「日本のベルカント唱法かもしれない」と感じたという。竹下によると、弟子入りした際に竹下をはじめ声楽を学んだことのある3人がハルとともに唄ったところ、3人の唄声はうわずり、聴こえるのはハルの唄声だけであった。
下重暁子によるとハルが唄う際の調子は一定しており、抑揚をつけたり声を弱めることはしなかった。白洲正子はハルの唄について「どちらかと云えば一本調子、無心に歌いこんで行く」と評し、それが「却って人の心を掻き乱」す、「ふつう盲人は、お琴や地唄の師匠でも、陰にこもった一種独特の音調を持つものだが、彼女の場合は、屈託がない。その調子のままで、身を切るような物語を語る」、「後にも先にも私はハルさんの唄しか聞いたことがないので、それは何ともいえないが、変に説明的で、哀れっぽくないのが印象に残り、すべからく名人とはそういうものではないかと思った」と感想を述べている。弟子の竹下玲子が「唄う時、感情はいれないんですか」と質問した時、ハルは「入れない方がいい」と答えたという。
弟子の萱森直子によると、ハルは同じ唄を3通りの節で唄いわけることができた。萱森は、師匠を変えたことが影響しているのだろうと推測している。ハルによると、同じ唄でも組織によって節や文句が微妙に異なり、ハツジサワの弟子となって三条から長岡に移った時には他の瞽女に合わせて唄ったり演奏するのに苦労したという。
ハルは「一度聞けばたいていのことは憶える」ほど記憶力がよく、唄を難なく覚えることができたという。萱森直子によると「レパートリーは5、600あった」と書かれている記事もあるといい、自ら新発田市が記録したものやその他の書き物などにあるものも含めて数えたところ、最終的に数えることはあきらめたものの、少なくとも150近くはあったといい、自身が稽古したものだけでも120ほどあったという。佐久間惇一は、新発田市教育委員会が企画したハルの瞽女唄保存事業に携わった際、ハルが数百もの唄を覚えていたことに驚き、「見えないから、その分だけ頭に入れていたんだろう。よく覚えていたものだ。少し聞き出すとハルさんは次々に瞽女唄を語りだす」と周囲に語った。音楽学者ジェラルド・グローマーはハルが唄った『阿波徳島十郎兵衛』と『葛の葉子別れ』について、1973年（昭和48年）から1974年（昭和49年）にかけて収録されたものと1996年（平成8年）に収録されたものとを聴き比べ、20年余りを経て「新旧の演奏の間に相違点は意外に少ない」と評価している。
ハルは前述のように放送作家若林一郎の紹介で弟子入り志望者を指導したことがあるが、その中で唄を覚えることについて次のように話した。
ハルの唄は自ら進んで覚えたものでも、楽しんで覚えたものでもなかった。ハルは唄うことについて、「唄が楽しいなんて思ったことは一度もない、どの唄好きということもない。仕事だすけ唄うだけだ」、「目がみえたらちがうだろうが、何々好きなんて考えられねえ」と述べ、とくに修業時代については、「楽しいことなんか、何もなかったわネ」と振り返っている。一方で、唄の上手い瞽女がいると聞くと習いに行こうとする意欲があった。ハルのレパートリーは多岐にわたり、祭文松坂の他にも鴨緑江節などのはやり唄、常磐津節、新内節、清元節、義太夫さわり、長唄、端唄、三河萬歳、和讃、都都逸を唄うことができた。各地で聞き覚えた唄をもとに新たな祭文松坂を創作することもあった。ちなみにハルは胎内やすらぎの家で民謡クラブに所属しており、「民謡や流行り歌は、むずかしい」と感想を漏らしている。

## 人物
ハルは、母親から「『ハイ』という返事と言いわけをしないこと。目のみえないものは一生他人の世話になるから、口答えせず自分の意見を言わない」、「人に迷惑をかけてはいけない。普通の人と同様、自分のことは自分でする。人に憎まれる言動はつつしむ」よう教えられて育った
。下重暁子曰く、「この時母から教えられたことが一生ハルさんに影響を与えることになる。どんな辛い目に遭っても、運命に逆らわず、黙って受けとめ自分の中で消化する。まっすぐでひねくれることがなく、感動的な素直さを持って生きることが出来た」。一方で下重は、こうした母親の教えがハルに「運命を甘受する態度」を植えつけ、ハルの人生が困難続きとなる原因をつくったとも分析している。ハルは身に降りかかるいかなる出来事も「いい人と歩けば祭り、悪い人と歩けば修行」と言って受け入れた。
佐久間はハルの人柄について「よく出来ためったにいない女（ひと）」と語り、ハルが同業者から「よっぽどついてない人」と言われ、ハル自身も「前世でよくないことでもしたんだか」と訝るほど困難続きであったにもかかわらず、偏屈で意地の悪い性格にならなかったのは「本当に珍しい」ことで、「逆境にあったのが、瞽女をまっとうして来たことでひねくれず、目のみえる人と変わらぬ心境で対等に生きている」と評する。そして、ハルが持つ「素直さや、きまじめさは、ハルさん独自のものだろうが、やっぱりお母さんです。お母さんがえらかったです」と述べている。
ハルの生育環境は、瞽女の中でも際立って厳しいものであった。山田シズ子はその点に触れ、「小さい時分から、親も厳しかったから、根性がわたしらとちがう。人が一言いえば、二も三も覚る」、「なんぼああいう風に、厳しく育てられても、いやしげなところがない」と評する。一方で山田は、ハルにはお人好しで他人に優しすぎる傾向があり、そうであるがゆえに他人にいいようにされるのだとも述べている。
下重暁子はハルを「絶対に人に迷惑をかけることをしない」、「時にはそれが冷たくも見えるが、肉親にも甘えないし、他人にも甘えるということがない」人物と評する。萱森直子は「どのようなときでも人のことを優先に考えて、ご自分はがまんをしていらっしゃる、そういう人でした」と述べている。胎内やすらぎの家でも、「寮母さんを親だと思って、自分が慎んで、おとなしくしていればいい。世話になるんだもの」と言い、一度言われたことは二度いわれぬよう気をつける、身なりをきちんとする、食欲がないときも食卓に着く、体調がすぐれない時も行事に参加するといったルールを自らに課して生活していた。
佐藤ヨシによると、ハルは人の悪口を決して言わなかった。胎内やすらぎの家では他の入居者が人の噂話をすると、「そんなこと、音に出すもんでない」とたしなめ、人間関係について相談を持ちかけられると自らの生い立ちを語り、「親が可愛い可愛いと大事に育てられたから、人のことが気にかかる。誰がこう言ったああ言ったと気にするから、人とのつきあいがうまくいがねェ」と諭した。萱森直子によると、ハルは樋口フジについてふれるときにきまって「おれは人から悪いことされたことは絶対忘れない。死ぬまで忘れられねんだ。死んだたって忘れねぇ。だからおれは人に悪いことしないんだ」と口にしていたという。
下重暁子は胎内やすらぎの家におけるハルの態度について、他の入所者がはしゃいでいても決してはしゃぐことがなく、「そこだけ孤独感が漂ってる。人に溶けこまないのではないが、自分から目立とうとはしない。沢山の人の中で邪魔をせず、黙ってじっとしている」と評し、「寝間に居た幼いころの癖が、習い性となっているのだろうか」と推測している。ハルの写真を長年撮影し続けたカメラマン松井朋子によると、ハルには「人前に出ると辛さをのみこんでしまう強さがあって、素顔をみせない。いやな感じを絶対に与えることがな」かった。
画家の木下晋は1982年（昭和57年）から20年間、やすらぎの家へ通いハルの姿を描き続けたが、木下によるとハルの顔は「会うたびみるごとちがう。その都度いろいろな表情をつめこんでいたり、空虚だったり、皺一つ一つ追っていっても言葉になる」のだという。ハルを描く際、木下はイギリスで買い求めた9Bの黒鉛筆を用いた。その理由について木下は、ハルが人生において経験した「心の闇」は9Bがなければ描くことができなかったのだと説明する。下重暁子によるとハルは普段「堂々とした態度」をとる反面、一人でいる時には「長い道のりの暗部」を見せるように影のある表情を見せた。

## 人生観
ハルは自らの人生観について、次のように語っている。
川野楠己は、ハルは「善い原因が、善い結果を生み、悪因は悪い結果をもたらす」という因果の概念に従って生きたのだと説明する。ハルは晩年、自らの人生を次のように振り返っている。
ハルに戒名をつけた僧侶安澤浩祥はこの言葉について、「色も形も知らず虫とは何であるかもわからないハルさんが、『どんな虫にも魂がある』という釈迦の言葉を信じて、欲を捨てた無欲の悟りの世界に未来を託したのであろう」と解釈している。